# Neil Robertson (Snookerspieler)
Neil Robertson OAM (* 11. Februar 1982 in Melbourne) ist ein australischer Snookerspieler. Seinen größten sportlichen Erfolg erzielte er 2010 mit dem Gewinn der Weltmeisterschaft. In der nachfolgenden Saison sowie in den Jahren 2013 und 2014 war Robertson die Nummer eins der Weltrangliste.
Als achter Spieler der Snookergeschichte gewann der Australier die Triple Crown, darunter dreimal die UK Championship. In der Saison 2013/14 erzielte er als erster Spieler überhaupt mehr als einhundert offizielle Century Breaks innerhalb einer Saison und setzte damit einen neuen Meilenstein in dieser Statistik. Darüber hinaus erzielte er bei den UK Championship 2015 als erster Spieler ein Maximum Break im Finale eines Triple-Crown-Turniers.
Er ist der bislang einzige australische Snookerspieler, der ein Ranglistenturnier gewonnen hat und ist mit insgesamt 25 Ranglistenturniersiegen der erfolgreichste Snookerspieler außerhalb des Vereinigten Königreichs.
Beim German Masters 2016 gab Robertson sein Debüt als Kommentator und Experte für den Fernsehsender British Eurosport.

## Karriere

### Jugend und Beginn der Profikarriere
Neil Robertson dominierte in der Jugend das australische Snooker und wurde ab 1996 viermal in Folge U18-Jugendmeister, zweimal gewann er danach in der Altersklasse U21. Bereits 1998 wurde er im Alter von 16 Jahren Profi auf der Snooker Main Tour. Da es ihm schwerfiel, sich mit einem Leben im Ausland zu arrangieren, und da er außerdem mit seinen Auftritten nicht genug Weltranglistenpunkte sammeln konnte, verließ er die Profitour bereits nach einem Jahr wieder und kehrte nach Australien zurück.
Robertson qualifizierte sich 2000 ein zweites und 2003 ein drittes Mal für die Main Tour, nachdem er im selben Jahr seinen ersten internationalen Titel, die IBSF World Under-21 Snooker Championship in Neuseeland gewonnen hatte. Er beendete die folgende Saison auf Weltranglistenposition 68. Schon im Jahr darauf erspielte er sich einen Platz in den Top 32.

### 2006–2008: Aufstieg und erster Weltranglistenturniersieg
Bei der Weltmeisterschaft 2006 erreichte er nach Siegen über Paul Hunter und Stephen Lee das Viertelfinale, in dem er mit 12:13 äußerst knapp an dem späteren Weltmeister Graeme Dott scheiterte.
In die Saison 2006/07 startete Robertson mit Weltranglistenplatz 13 erstmals unter den Top 16 der Welt. Damit war er für die Endrunden aller wichtigen Turniere gesetzt. Beim Grand Prix 2006 zog er nach Erfolgen über Ronnie O’Sullivan und Alan McManus erstmals ins Finale eines Ranglistenturniers ein. Er besiegte dort Jamie Cope mit 9:5 und war damit der erste Australier, der ein Weltranglistenturnier gewinnen konnte. Im Laufe der Welsh Open 2007 bezwang er zunächst die mehrfachen Weltmeister Stephen Hendry, Ronnie O’Sullivan und Steve Davis und im Finale schließlich Andrew Higginson knapp mit 9:8. Er war der einzige Spieler, der in der Saison zwei (von insgesamt sieben) vollwertige Ranglistenturniere gewann – eine Leistung, die zuletzt Ronnie O’Sullivan in der Saison 2003/04 geschafft hatte.
Aufgrund seiner Erfolge 2006/07 wurde Robertson zum Spieler des Jahres gewählt, er beendete die Saison auf Ranglistenplatz 7. Mit durchwachsenen Ergebnissen 2007/08 fiel er allerdings am Saisonende auf Rang 10 zurück.

### 2008–2010: Weltmeistertitel und Etablierung in der Weltspitze
In der Saison 2008 gewann er mit der Bahrain Championship sein drittes Ranglistenturnier und bei der Snookerweltmeisterschaft 2009 gelang ihm der Vorstoß ins Halbfinale.
Seinen vierten Turniersieg feierte er in der Saison 2009/10 beim Grand Prix 2009. Damit war er der erste nicht von den britischen Inseln stammende Spieler mit mehr als drei Siegen bei Weltranglistenturnieren. Zudem verbesserte er sich in der vorläufigen Weltrangliste, dem Provisional Ranking, auf Platz 3.
Bei den China Open schied er 2010 im Achtelfinale mit 1:5 gegen Peter Ebdon aus; in dem Match gelang ihm allerdings sein erstes offizielles Maximum Break.
Bei der Weltmeisterschaft 2010 in Sheffield gewann er als zweiter australischer Snookerspieler nach Horace Lindrum im Jahr 1952 (dessen Titel jedoch wegen der damaligen Verbandsstreitigkeiten umstritten ist) den Weltmeistertitel.
Nach einem 10:5-Erstrundensieg gegen Fergal O’Brien stand er im Achtelfinale gegen Martin Gould vor dem Aus. Nach der ersten Session lag er bereits mit 2:6, nach der zweiten mit 5:11 zurück, dennoch konnte er das Match schließlich mit 13:12 für sich entscheiden. Im Viertelfinale setzte er sich dann souverän mit 13:5 gegen Steve Davis durch. Auch im Halbfinale gegen Ali Carter hatte er früh einen klaren Vorsprung und siegte am Ende deutlich mit 17:12. Das Finale gegen Graeme Dott (Weltmeister von 2006) zeigte ein völlig anderes Bild. Beide Spieler waren sichtlich erschöpft von den langen Turniermatches, was sich vor allem am zweiten Finaltag in vielen leichten Fehlern widerspiegelte. Robertson war früh in Führung gegangen, konnte diese aber erst in der Endphase wieder ausbauen. Das Match endete mit Robertsons 18:13-Sieg erst kurz vor 1:00 Uhr englischer Zeit und war damit eines der längsten Endspiele in der Geschichte der Snookerweltmeisterschaft.

### 2010/11: Nummer eins der Weltrangliste

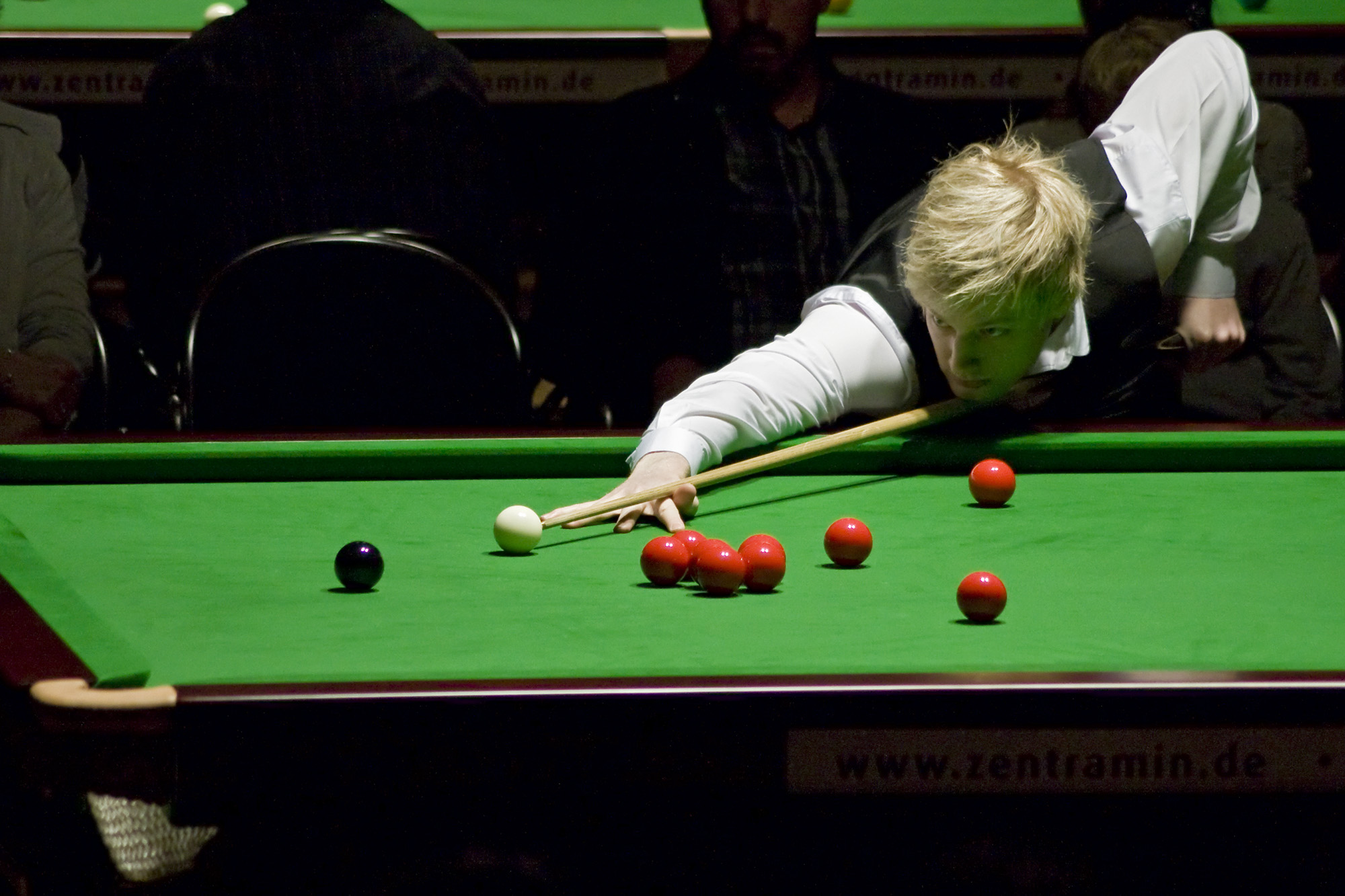
Robertson beim Paul Hunter Classic 2010

Auch die Saison 2010/11 begann vielversprechend. Vor allem dank des Sieges beim World Open 2010 konnte er sich für einige Monate an die Spitze der Weltrangliste setzen. Er profitierte dabei jedoch von der sechsmonatigen Sperre von John Higgins, nach der Aktualisierung im Dezember 2010 büßte er den Spitzenrang wieder ein.
Bei der UK Championship erreichte er das Viertelfinale, wo er knapp an Shaun Murphy mit 7:9 scheiterte. Zum Auftakt des Masters bezwang er Stephen Hendry mit 6:3, verlor dann aber gegen Mark Allen mit 4:6. Bei der WM 2011 musste er sich bereits in der ersten Runde Judd Trump mit 8:10 geschlagen geben. Er beendete die Saison auf Platz 5.

### 2011/12: Erster Masterstitel

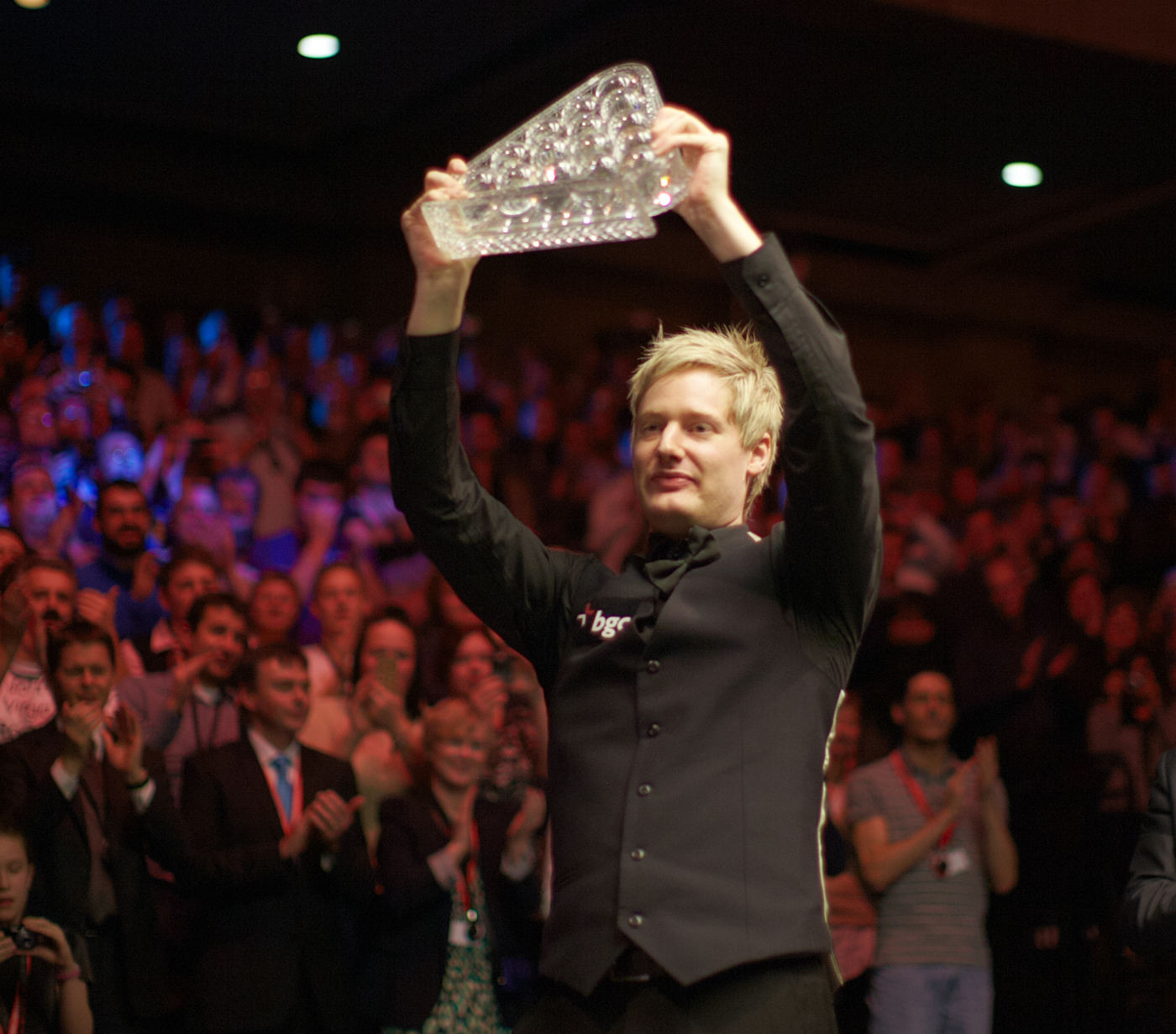
Robertson gewinnt das Masters 2012

Im Juli 2011 wurde mit den Australian Goldfields Open erstmals ein vollwertiges Ranglistenturnier in Robertsons Heimatland ausgetragen, bei dem der Lokalmatador in Runde zwei knapp gegen Dominic Dale mit 4:5 ausschied. Es folgten zwei Halbfinalteilnahmen bei den Shanghai Masters und der UK Championship, seinem bis dahin besten Ergebnis bei dem Triple-Crown-Turnier.
Anfang 2012 gewann er das prestigeträchtige Masters gegen Shaun Murphy mit 10:6. Bei den PTC-Grand-Finals verlor er dann sein erstes Finale bei einem Ranglistenturnier. Zuvor hatte er jedoch zwei PTC-Turniere gewonnen. Bei der Snookerweltmeisterschaft 2012 unterlag er im Viertelfinale dem späteren Weltmeister Ronnie O’Sullivan mit 10:13.

### 2012/13: Siebter Sieg bei Weltranglistenturnieren
Highlights der Saison 2012/13 waren der Finaleinzug bei den International Championship und der Gewinn der Gdynia Open 2012, einem weiteren Minor-Ranglistenturnier der PTC-Tour. Im Januar erreichte er zum zweiten Mal das Masters-Finale, wo er Mark Selby mit 6:10 unterlag. Es war seine erste Niederlage im Finale eines Triple-Crown-Turniers nach zuletzt zwei Siegen bei der Weltmeisterschaft 2010 und dem Masters 2012.
Wie schon im Vorjahr erreichte er das Finale der PTC-Grand-Finals. Dort traf er auf Ding Junhui, der Robertsons 3:0-Führung noch in einen 4:3-Sieg drehen konnte. Ende März 2013 gewann er die China Open durch einen 10:6-Endspielsieg über Mark Selby. Bei der Weltmeisterschaft, bei der ihm mit 143 Punkten das höchste Break des Turniers gelang, unterlag er schon in Runde eins Robert Milkins.

### 2013/14: Triple Crown und „Ton of Tons“

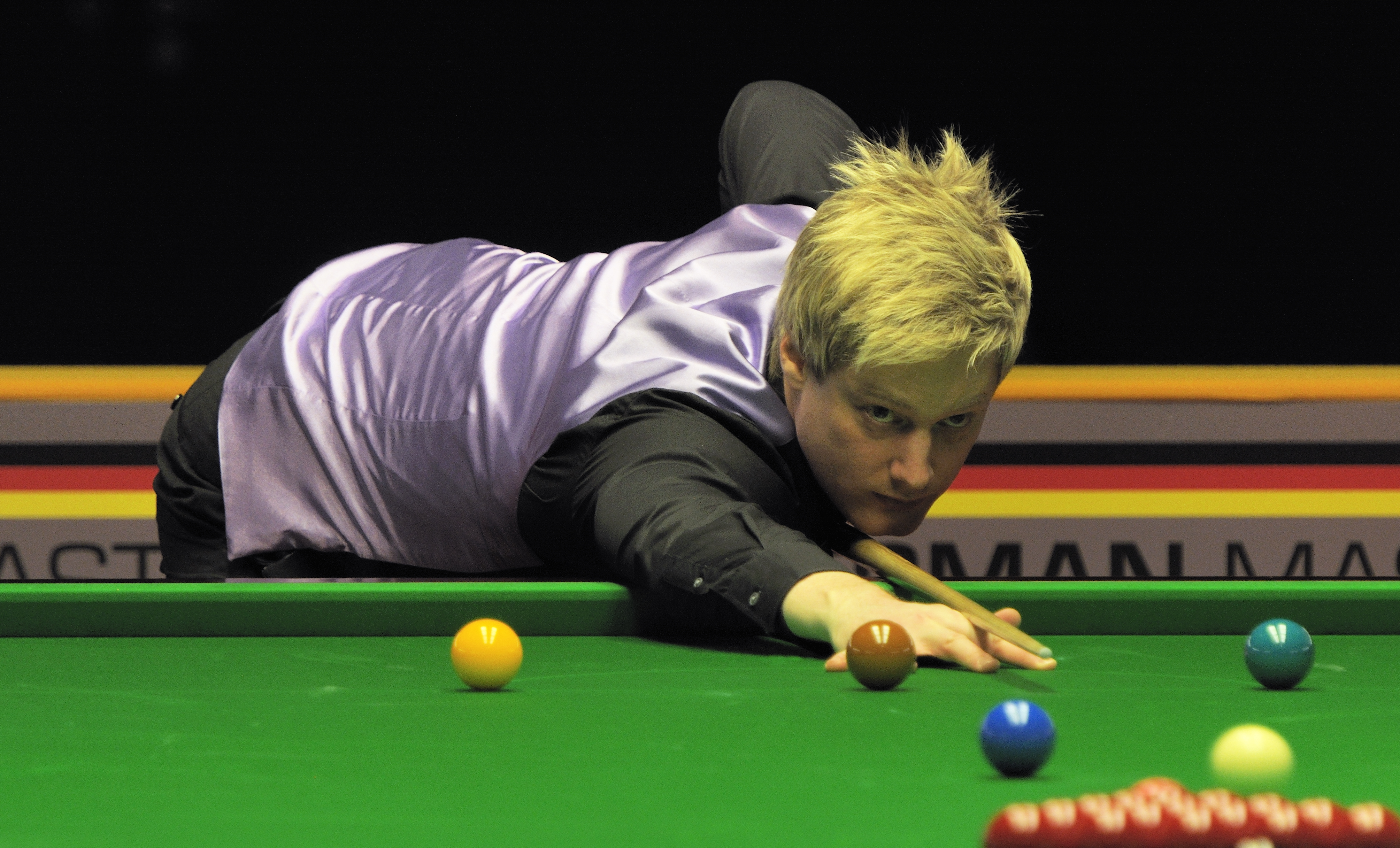
Neil Robertson beim German Masters 2014

Die Saison 2013/14 begann vielversprechend. Bei der Qualifikation für das Wuxi Classic gelang ihm gegen den Ägypter Mohamed Khairy zum zweiten Mal in seiner Karriere ein Maximum Break. Im Juni 2013 gewann er das Wuxi Classic durch einen 10:7-Finalerfolg über John Higgins, sein zweiter Sieg hintereinander bei einem Ranglistenturnier in China. Bei den Australian Goldfields Open erreichte Robertson sein drittes Finale in der Saison 2013/14, er unterlag Marco Fu mit 6:9.
Es folgten weitere gute Turnierläufe beim Shanghai Masters, wo er im Viertelfinale gegen den späteren Turniersieger Ding Junhui mit 2:5 verlor, und das Erreichen des Halbfinals beim Turnierdebüt des Champion of Champions. Er krönte sein bislang erfolgreichstes Jahr von insgesamt drei Ranglistenturniersiegen und vier weiteren Finalteilnahmen mit dem Gewinn der UK Championship. Damit komplettierte Robertson als achter Spieler der Snookergeschichte die Triple Crown.
Am 30. April 2014 gelang ihm im Viertelfinale der Snookerweltmeisterschaft 2014 gegen Judd Trump als erstem Spieler das 100. Century Break innerhalb einer Saison, nach Ende des Turniers waren es insgesamt 103. Der vorherige Rekord von 61 Century Breaks war erst in der vorangegangenen Saison von Judd Trump aufgestellt worden.

### 2014/15: Zehnter Ranglistenturniersieg

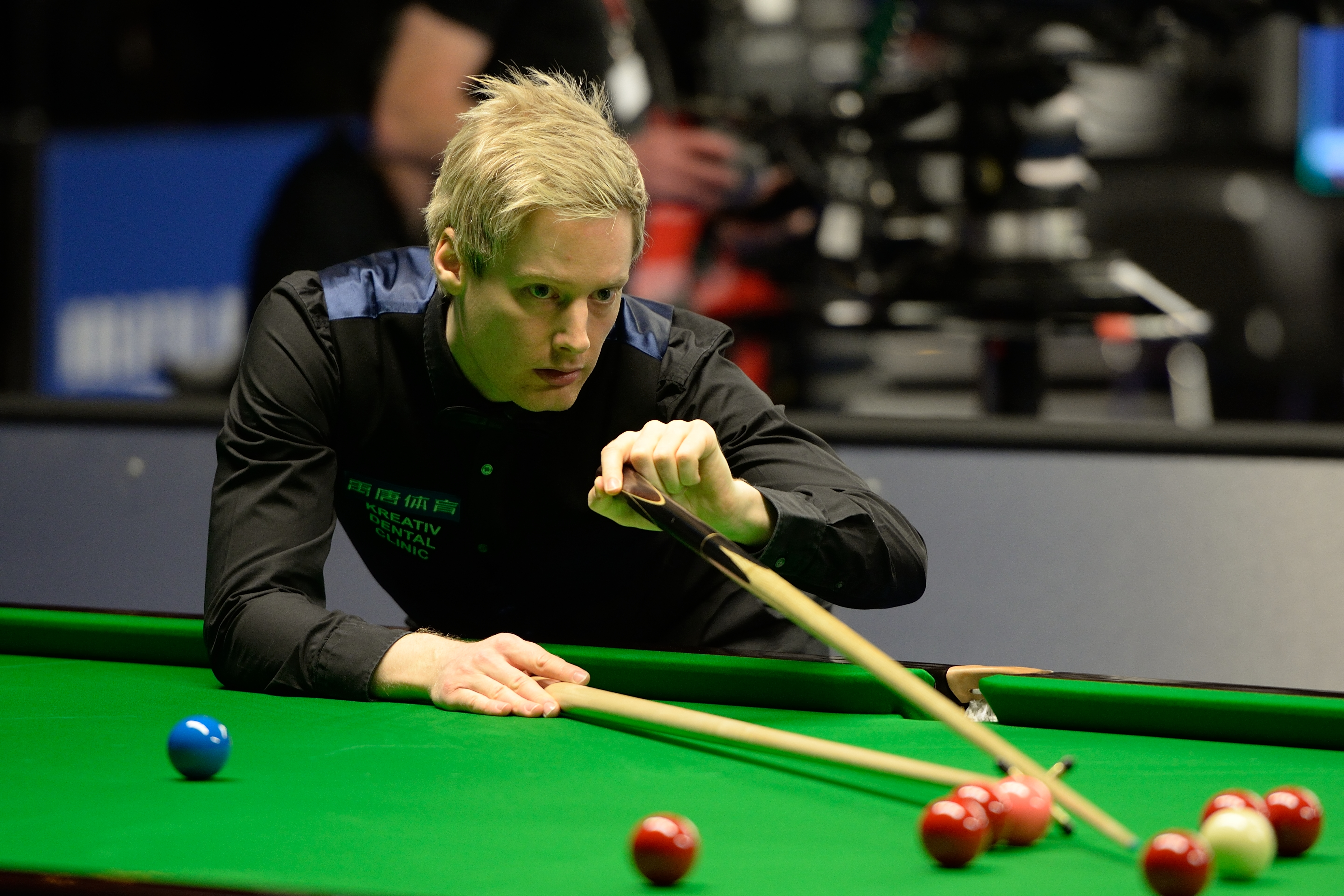
Robertson beim German Masters 2015

Im Juni 2014 verteidigte Robertson seinen Titel beim Wuxi Classic durch einen 10:9-Finalerfolg über den Engländer Joe Perry. Es war der zehnte Triumph bei einem Weltranglistenturnier für den Australier. Nur eine Woche später erreichte er beim Australian Goldfields Open erneut das Finale, in dem er Judd Trump mit 5:9 unterlag. Nach mäßigen Ergebnissen in China und auf der Euro-Tour schaffte es Robertson zum zweiten Mal in Folge ins Halbfinale des Champion of Champions, wo er sich erneut Judd Trump mit 4:6 geschlagen geben musste.
Nach der Winterpause startete Robertson furios in das Masters mit beeindruckenden 6:1-Siegen über Ali Carter und Ronnie O’Sullivan. Im Finale erwischte der Australier einen rabenschwarzen Tag gegen Shaun Murphy und kassierte mit einem 2:10 eine der bittersten Niederlagen seiner Karriere. Beim German Masters marschierte er souverän ins Viertelfinale, wo er sich mit Stephen Maguire ein enges Kopf-an-Kopf-Duell lieferte. Im Decider führte Robertson bereits mit 69 Punkten, als er sich selbst unglücklich auf Grün snookerte und mit 4:5 ausschied. Wenige Tage später gewann der Australier sein erstes Turnier der Saison bei den Gdynia Open gegen Mark Williams mit 4:0. Auch bei der Weltmeisterschaft begann er stark mit 10:2 gegen Jamie Jones und 13:5 gegen Ali Carter und präsentierte streckenweise ein hochkarätiges Lochspiel, schied allerdings im Viertelfinale knapp gegen Barry Hawkins mit 12:13 aus.

### 2015/16: Champion of Champions und zweite UK Championship
Die Saison begann enttäuschend für den Australier. Nachdem er zweimal in Folge das Finale seines Heimatturniers erreicht hatte, schied er diesmal bereits in Runde eins gegen Matthew Selt mit 4:5 aus. Es folgten weitere Erstrundenniederlagen beim Shanghai Masters und den Ruhr Open. Die übrigen Turniere der PTC-Serie sagte Robertson ab und verbrachte stattdessen mehrere Wochen mit seiner Familie in Australien.
Bei den International Championship fand er wieder zu alter Form zurück und erreichte das Viertelfinale, wo er Mark Selby mit 4:6 unterlag. Knapp zwei Wochen später zog er nach Siegen über Rory McLeod, Yan Bingtao und Joe Perry ins Finale des Champion of Champions ein und gewann mit einem 10:5-Sieg über Mark Allen als zweiter Spieler nach Ronnie O’Sullivan die prestigeträchtige Trophäe. Auch bei den UK Championship präsentierte sich Robertson in Bestform. Nach einer Gala-Vorstellung gewann er gegen Stephen Maguire im Achtelfinale mit 6:1 und bezwang anschließend den formstarken John Higgins mit 6:5. Im Halbfinale kam es zum Rückspiel gegen Mark Selby, in dem der Engländer zwar immer wieder gute Breaks vorgelegt, Robertson aber mit herausragenden Clearances die Frames von hinten aufgerollt hat. So gewann der Australier deutlich mit 6:0 und erreichte beim zweiten Turnier in Folge das Finale. Robertson krönte seine starke Turnierleistung mit einem Maximum Break, das erste im Endspiel eines Triple-Crown-Turniers und das dritte seiner Karriere, und bezwang Liang Wenbo mit 10:5.
Der nächste Dämpfer folgte bereits bei der Qualifikation zum German Masters, wo er sich Amateurspieler Ashley Hugill mit 1:5 geschlagen geben musste. Dafür debütierte der Australier im Tempodrom als Kommentator und Experte für British Eurosport. Einen Monat zuvor erreichte er beim Masters in London das Viertelfinale, wo er Judd Trump nach einem erstklassigen Match mit insgesamt sechs Century Breaks knapp mit 5:6 unterlag. Bei den Welsh Open 2016 zog Robertson erneut ins Finale ein und ging in der ersten Session gegen Ronnie O’Sullivan mit 5:2 in Führung. Am Abend überrollte ihn der Engländer mit sieben Frames in Folge und gewann mit 9:5. Bis Saisonende konnte Robertson keine Partie mehr gewinnen und beendete die Saison auf Platz 5.

### 2016/17: 12. Ranglistenturniersieg
Die laufende Saison startete Robertson einem 5:2-Sieg beim Riga Masters 2016 gegen Michael Holt, der ihn knapp zwei Monate zuvor in der ersten Runde der Weltmeisterschaft bezwungen hatte. Einen Monat später erreichte er das Halbfinale bei den World Open, wo er von Joe Perry mit drei Centuries und 6:2 besiegt wurde. Bei den Shanghai Masters schied er mit einem 2:5 in der ersten Runde gegen Ryan Day aus. Bei den European Masters in Bukarest erreichte er das Halbfinale, wurde dort aber mit 6:0 von Ronnie O’Sullivan deklassiert.
Im Juli 2017 gewann er das Hong Kong Masters, ein einmalig ausgetragenes Einladungsturnier, gegen Ronnie O’Sullivan.

### 2017/18
Die Saison startete durchwachsen und kurzfristig fiel er sogar aus den Top-16 der Weltrangliste heraus, sodass er nicht an den Masters teilnehmen konnte. Durch seinen Sieg bei den Scottish Open, wo er in einem dramatischen Endspiel Cao Yupeng mit 9:8 besiegte, konnte er aber wieder in die Top-16 aufsteigen.
Robertson hielt sich in den Top-16, sodass er bei der Snookerweltmeisterschaft 2018 gesetzt war und sich nicht qualifizieren musste. Robertson unterlag dennoch Robert Milkins mit 5:10.

### 2018/19: Drei Ranglistenturniersiege
Mit einem Sieg beim Riga Masters 2018 konnte er erfolgreich in die Saison starten, er besiegte im Finale Jack Lisowski mit 5:2.
Im Februar 2019 gelang Robertson bei den Welsh Open das vierte Maximum Break seiner Karriere. Später schlug er Stuart Bingham im Finale und gewann das Turnier. Danach zog er ins Finale der Players Championship und der Tour Championship ein, verlor jedoch beide Endspiele gegen Ronnie O’Sullivan. Seinen dritten Ranglistenturniersieg der Saison holte er bei den China Open durch eine 11:4 gegen Jack Lisowski.

## Fähigkeiten und Spielstil
Robertson ist einer der herausragendsten Offensivspieler des Snookersports. Er ist bekannt für sein starkes Break Building und präzises Lochspiel, insbesondere bei langen Bällen, was ihn den Spitznamen „The Thunder from Down Under“ eingebracht hat. Stephen Hendry betrachtet ihn gar als besten „Long Potter“ des Spiels. Robertson besitzt selbst bei kräftigen Stößen eine grundsolide Stoßhaltung ohne jegliche Kopfbewegung, wodurch er auch starke Zugbälle präzise spielen kann.
Im Match ist er stets bemüht, möglichst schnell in hohe frameentscheidende Breaks zu kommen und den Tisch bis zur letzten Kugel abzuräumen. Diese Mentalität zeigt sich insbesondere in den 103 Century Breaks, die er innerhalb der Saison 2013/14 erzielt hat. Allerdings haben sich in den letzten Jahren auch seine Safetys und das taktische Spiel stark verbessert, wodurch der Australier zu einem der besten Allrounder des Spiels geworden ist.

## Persönliches
Robertson hält sich während der Saison mit seinen Kindern Alexander und Penelope und seiner norwegischen Partnerin Mille in Cambridge auf. Acht Tage nach seinem Triumph bei der Weltmeisterschaft, am 12. Mai 2010, kam ihr erstes gemeinsames Kind zur Welt. Die Tochter wurde 2019 geboren. 2021 heirateten Mille und er.
Eine Zeit lang trainierte er in Willie Thornes Snookerclub in Leicester, aktuell besucht er mit seinem Freund und Mentor, Joe Perry, das Cambridge Snooker Centre. Gemanagt wird er vom Grove Leisure-Partner, Django Fung, der unter anderem auch die beiden Topspieler Judd Trump und Liang Wenbo betreut.
Neben Snooker betreibt Robertson intensiven Kraftsport, um sich die nötige Fitness für seinen Spielstil anzutrainieren. Seit 2014 ist er auf vegane Ernährung umgestiegen und führt einen weitgehend veganen Lebensstil. Allein für seine Lederschuhe bei Snookerturnieren fand er noch keinen geeigneten Ersatz.
Robertson ist ein passionierter Fan des FC Chelsea und eng befreundet mit dem ehemaligen Mannschaftskapitän John Terry. Seine zweite große Leidenschaft sind Videospiele und Online Games.
2025 wurde er mit der Medal of the Order of Australia ausgezeichnet.

## Erfolge

### Saisonübersicht
| Weltrangliste WRL | AP EP |

| R2 ET |
| R1 ET |

| R1    |
| R1 ET |

| –    |
| – ET |

| Legende | Legende                               |
| ------- | ------------------------------------- |
| S       | Sieger                                |
| F       | Finalist                              |
| HF      | Halbfinalist                          |
| VF      | Viertelfinalist                       |
| AF      | Achtelfinalist                        |
| LX      | Niederlage in der Runde der letzten X |
| RX      | Niederlage in Runde X                 |
| WR      | Niederlage in der Wildcardrunde       |
| QR      | Niederlage in der Qualifikation       |
| NQ      | Nicht qualifiziert                    |
| –       | nicht teilgenommen                    |
| –       | keine Weltranglistenplatzierung       |
| n. a.   | nicht ausgetragen                     |
| k. R.   | keine Rangliste                       |
| TS / TN | Turniersiege / Teilnahmen             |
| AP      | Ranglistenposition am Saisonbeginn    |
| EP      | Ranglistenposition am Saisonende      |

### Turniersiege und Finalteilnahmen

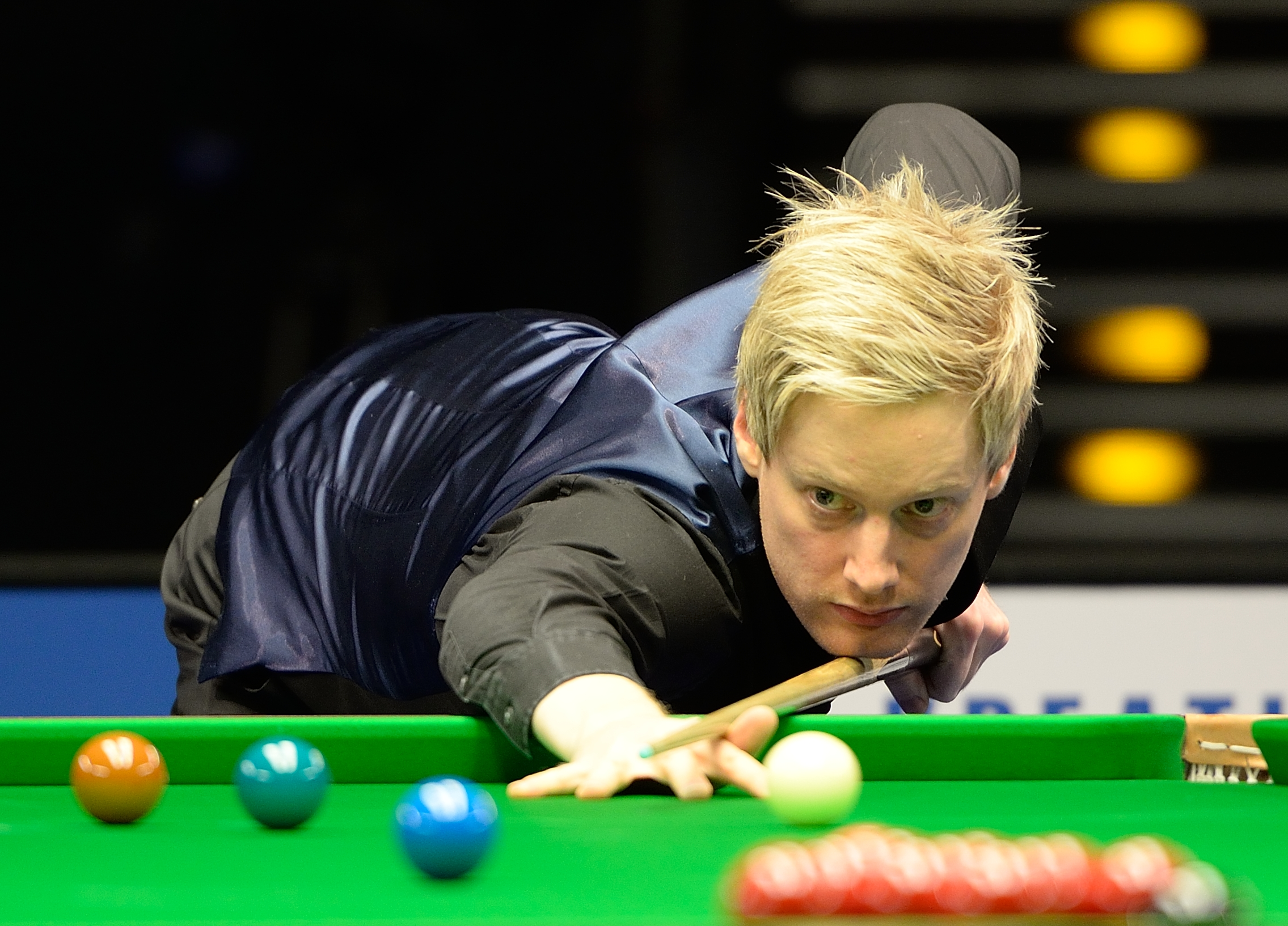
Ebenda

| Ausgang                  | Jahr | Turnier                           | Finalgegner       | Ergebnis |
| ------------------------ | ---- | --------------------------------- | ----------------- | -------- |
| Ranglistenturniere       |      |                                   |                   |          |
| Sieger                   | 2006 | World Open                        | Jamie Cope        | 9:5      |
| Sieger                   | 2007 | Welsh Open                        | Andrew Higginson  | 9:8      |
| Sieger                   | 2008 | Bahrain Championship              | Matthew Stevens   | 9:7      |
| Sieger                   | 2009 | World Open                        | Ding Junhui       | 9:4      |
| Sieger                   | 2010 | Snookerweltmeisterschaft          | Graeme Dott       | 18:13    |
| Sieger                   | 2010 | World Open                        | Ronnie O’Sullivan | 5:1      |
| Finalist                 | 2012 | Players Championship Grand Final  | Stephen Lee       | 0:4      |
| Finalist                 | 2012 | International Championship        | Judd Trump        | 8:10     |
| Finalist                 | 2013 | Players Championship Grand Final  | Ding Junhui       | 3:4      |
| Sieger                   | 2013 | China Open                        | Mark Selby        | 10:6     |
| Sieger                   | 2013 | Wuxi Classic                      | John Higgins      | 10:7     |
| Finalist                 | 2013 | Australian Goldfields Open        | Marco Fu          | 6:9      |
| Sieger                   | 2013 | UK Championship                   | Mark Selby        | 10:7     |
| Finalist                 | 2014 | China Open                        | Ding Junhui       | 5:10     |
| Sieger                   | 2014 | Wuxi Classic                      | Joe Perry         | 10:9     |
| Finalist                 | 2014 | Australian Goldfields Open        | Judd Trump        | 5:9      |
| Sieger                   | 2015 | UK Championship                   | Liang Wenbo       | 10:5     |
| Finalist                 | 2016 | Welsh Open                        | Ronnie O’Sullivan | 5:9      |
| Sieger                   | 2016 | Riga Masters                      | Michael Holt      | 5:2      |
| Sieger                   | 2017 | Scottish Open                     | Cao Yupeng        | 9:8      |
| Sieger                   | 2018 | Riga Masters                      | Jack Lisowski     | 5:3      |
| Sieger                   | 2019 | Welsh Open                        | Stuart Bingham    | 9:7      |
| Finalist                 | 2019 | Players Championship              | Ronnie O’Sullivan | 4:10     |
| Finalist                 | 2019 | Tour Championship                 | Ronnie O’Sullivan | 11:13    |
| Sieger                   | 2019 | China Open                        | Jack Lisowski     | 11:4     |
| Sieger                   | 2020 | European Masters                  | Zhou Yuelong      | 9:0      |
| Finalist                 | 2020 | German Masters                    | Judd Trump        | 6:9      |
| Sieger                   | 2020 | World Grand Prix                  | Graeme Dott       | 10:8     |
| Finalist                 | 2020 | English Open                      | Judd Trump        | 8:9      |
| Sieger                   | 2020 | UK Championship                   | Judd Trump        | 10:9     |
| Sieger                   | 2021 | Tour Championship                 | Ronnie O’Sullivan | 10:4     |
| Sieger                   | 2021 | English Open                      | John Higgins      | 9:8      |
| Finalist                 | 2021 | World Grand Prix                  | Ronnie O’Sullivan | 8:10     |
| Sieger                   | 2022 | Players Championship              | Barry Hawkins     | 10:5     |
| Sieger                   | 2022 | Tour Championship                 | John Higgins      | 10:9     |
| Sieger                   | 2024 | English Open                      | Wu Yize           | 9:7      |
| Sieger                   | 2025 | World Grand Prix                  | Stuart Bingham    | 10:0     |
| Minor-Ranglistenturniere |      |                                   |                   |          |
| Sieger                   | 2011 | Warsaw Classic                    | Ricky Walden      | 4:1      |
| Sieger                   | 2011 | Alex Higgins International Trophy | Judd Trump        | 4:1      |
| Sieger                   | 2012 | Gdynia Open                       | Jamie Burnett     | 4:3      |
| Finalist                 | 2013 | Bulgarian Open                    | John Higgins      | 1:4      |
| Sieger                   | 2015 | Gdynia Open                       | Mark Williams     | 4:0      |
| Einladungsturniere       |      |                                   |                   |          |
| Sieger                   | 2003 | Masters Qualifying Event          | Dominic Dale      | 6:5      |
| Sieger                   | 2012 | Masters                           | Shaun Murphy      | 10:6     |
| Sieger                   | 2012 | General Cup                       | Ricky Walden      | 7:6      |
| Finalist                 | 2013 | Masters                           | Mark Selby        | 6:10     |
| Finalist                 | 2013 | General Cup                       | Mark Davis        | 2:7      |
| Finalist                 | 2015 | Masters                           | Shaun Murphy      | 2:10     |
| Sieger                   | 2015 | Champion of Champions             | Mark Allen        | 10:5     |
| Sieger                   | 2017 | Hong Kong Masters                 | Ronnie O’Sullivan | 6:3      |
| Sieger                   | 2019 | Champion of Champions             | Judd Trump        | 10:9     |
| Finalist                 | 2020 | Champion of Champions             | Mark Allen        | 6:10     |
| Sieger                   | 2022 | Masters                           | Barry Hawkins     | 10:4     |

| Legende | Legende              |
| ------- | -------------------- |
|         | Triple-Crown-Turnier |

### Sonstige Titel (Auswahl)
- OBSF Ozeanienmeisterschaft (2002)
- IBSF U21-Snookerweltmeisterschaft (2003)
- WLBSA World Mixed Doubles Championship (mit Reanne Evans) (2008)

## Trivia
- Robertsons aktuelle „Walk On“-Musik bei Fernsehübertragungen ist Protectors of the Earth des US-amerikanischen Musikunternehmens Two Steps from Hell.[6]
- In Gedenken an den verstorbenen australischen Cricketspieler Phillip Hughes brachte Robertson einen Cricketschläger mit zu seinem Zweitrundenmatch der UK Championship 2014 gegen Kyren Wilson. Er gewann die Partie im Decider mit 6:5.[13]
- Wäre er kein professioneller Snookerspieler geworden, hätte er eine Karriere als Grafikdesigner für Onlinespiele-Entwickler angestrebt.[6]
- Er ist Linkshänder.[6]
- 2013 wurde Robertson als erster Australier in die Snooker Hall of Fame aufgenommen.